# Chorlton-on-Medlock
Chorlton-on-Medlock är en stadsdel i Manchester, i distriktet Manchester, i grevskapet Greater Manchester, i England. Chorlton upon Medlock var en civil parish från 1866 till 1896 då den blev en del av South Manchester. Denna civil parish hade 59 620 invånare år 1891.